# Сергієнко Борис Петрович
Сергієнко Борис Петрович (*26 червня 1933 року, Запоріжжя) — український геодезист, географ-картограф, кандидат географічних наук, доцент Київського національного університету імені Тараса Шевченка.

## Біографія
Народився 26 червня 1933 року в місті Запоріжжя. 
Закінчив у 1956 році Київський університет за спеціалізацією «географ-картограф». У 1966 році закінчив аспірантуру університету. Працював в Українському аерогеодезичному підрозділі Головного управління геодезії та картографії при Раді Міністрів СРСР у 1956—1959 роках інженером, у 1959—1963 роках — старшим інженером. 
У Київському університеті на кафедрі геодезії та картографії працює з 1966 року асистентом, старшим викладачем, у 1979—2000 роках доцентом. Один з активних організаторів навчання військових картографів України у Київському університеті за програмою підготовки з ліцензованої спеціальності картографія з 1993. Науковий керівник проведення літніх навчальних практик військових картографів, перший випуск 1998 року. Кандидатська дисертація під науковим керівництвом професора А. С. Харченко на тему «Совершенствование изображения сезонных изменений гидрографической сети на топографических картах» була захищена у 1969 році. З 2000 року читає лекції зі спеціальних курсів на громадських засадах. Провідний викладач нормативних і спеціальних курсів з геодезії, топографії, розробки загальногеографічних карт. Розробив лекції з ряду дисциплін геодезичного і картографічного спрямування. У 1987—1989 роках працював за направленням в університеті імені А. Нетто (Universidade Agostinho Neto) в Анголі: читав лекції з геодезії, топографії та картографії. Опублікував 3 підручника португальською мовою з геодезії, топографії і картографії.

## Наукові праці
Сфера наукових досліджень: проблеми вдосконалення топографічного та загальногеографічного картографування, використання картографічних і геодезичних методів у інженерній практиці. Активний учасник з'їздів Географічного товариства СРСР та України, міжнародних і вузівських конференцій. Автор 43 наукових праць, 4 навчально-методичних посібників.